# Dominique Abel
Dominique Abel (IPA: /dominik abɛl/) (Lamastre, 21 agosto 1962) è una regista e scrittrice francese, che si è trasferita in Spagna da più di vent'anni. È stata prima di tutto ballerina, modella e attrice.

## Presentazione
Dominique Abel sin da piccola si è appassionata al cinema, alla danza, alla musica e alla pittura a cui si aggiungeranno presto anche la letteratura e il teatro. Più tardi si appassiona anche al flamenco. Glin ingredienti dei suoi film sono il surrealismo e il mistero della loro realtà, le situazioni improbabili e poetiche, la profondità e la tenerezza, la vitalità, la musica e la notte.

## Biografia
Dominique Abel è nata a Lamastre (Ardèche), la più giovane di cinque figli. Suo padre, figlio di un insegnante e nipote di un contadino, è un pastore mentre sua madre proviene dall'aristocrazia ugonotta, e convergono in una visione piuttosto idealista del ministero pastorale come della società.
Dominique aveva solo quattro anni quando la sua famiglia ha lasciato la piccola cittadina di campagna per la periferia parigina, trasferendosi in uno dei primi complessi residenziali a basso costo, La Butte Rouge a Châtenay-Malabry. Lì, Dominique, cresce tra due mondi: da una parte la sua famiglia colta e impegnata, dall'altra i suoi compagni di quartiere, di scuola e di collegio di origine popolare, ma anche nordafricani, spagnoli, portoghesi ecc. Nei lotti liberi di fronte all'edificio spesso si stabiliscono dei gitani che, immancabilmente, vengono cacciati e sostituiti. Questi rapporti con i compagni dalle identità diverse e ai quali lei è molto legata, saranno probabilmente decisivi. Questo forse spiega la sua precoce attrazione verso "il Sud".
Quando nel 1975 suo padre viene trasferito in Provenza, a Manosque, lei ha 13 anni. Solo lei segue i suoi genitori perché i suoi fratelli maggiori avevano già lasciato la casa dei genitori. Il divario tra i sobborghi brulicanti di vita, un appartamento-presbiterio sempre aperto a persone di ogni condizione, delinquenti, "smarriti" o giovani intellettuali in pieno dibattito e la tranquilla cittadina di provincia, dove si ritrovò improvvisamente sola fu brutale. Per lei è stato un grande trauma che ha inaugurato un periodo di tentativi. Un anno sarà un'allieva del Collège Cévanol, a Chambon-sur-Lignon. L'anno seguente tornerà a Parigi, a casa di un suo zio. Si iscriverà poi alla scuola cattolica Notre Dame de Sion, la cui disciplina rigorosa della scuola provocherà scontri e sanzioni per l'adolescente. Giudicata come "refrattaria" e privata di alcune lezioni, salta la scuola per andare da sola al cinema, con una tessera che la invecchia di due anni.
Privata di qualsiasi cultura cinematografica, e guidata solo dal suo istinto, la giovane Dominique scopre i film di Robert Bresson, Jacques Doillon, il neorealismo italiano ecc. Ritornata in Provenza e costretta a ripetere un anno per tornare al liceo pubblico, sarà il suo gusto per l'arte ad aiutarla.  
Al Conservatorio di Manosque si dedica alla danza contemporanea e al teatro. A 14 anni ottiene il suo primo assolo sul palco al MJC. Una performance notata dalla cronaca culturale del quotidiano Le Provençal. Dominique si unisce ad una piccola compagnia teatrale semi-professionale, "Le Théâtre du Contrejour", diretta da Jean Pierre Weil. La compagnia si esibisce durante dei mini festival nelle Alpi dell'Alta Provenza, nelle Bocche del Rodano e nel Vaucluse. Dominique ottiene il ruolo femminile principale nell'Ondine di Giradoux, in George Dandin o il marito confuso di Molière e nell'École des mères di Marivaux. 
Segue anche dei corsi di tecniche circensi specializzandosi nel funambolismo che abbandonerà a malincuore. Quando il fratello maggiore, Olivier, si trasferisce in Turchia, Dominique supplica i genitori di lasciarla partire nonostante la sua giovane età. Quella in Turchia è un'esperienza che la segna molto perché quello che trova è completamente un altro mondo che sconvolge le sue consapevolezze. In Francia non si era mai sentita se stessa mentre in Turchia sente che è proprio lì che vivrà.
La scoperta del flamenco grazie ai dischi di suo fratello sarà un altro shock. Sotto il regime militare allora in vigore in Turchia, e come molti giovani turchi, il suo compagno deve nascondersi e fuggire dal paese. Con il diploma in mano, lascia Istanbul e ritorna in Francia senza entusiasmo mentre la sua attrazione per l'Andalusia cresce sempre di più grazie ai dischi di Camaròn de la Isla, Paco de Lucìa, Pepe el de la Matrona, Lole e Manuel.
Partecipò a uno stage del Théâtre du Soleil di Ariane Mnouchkine e si iscrisse al Cours Simon sotto la guida di Laurence Constant nonostante avesse superato un concorso per lavorare come insegnante. È stata supplente a Mantes-la-Jolie e poi ai Mureaux (Yvelines) per tre mesi. Ha poi dato le sue dimissioni al Ministero dell'Educazione Nazionale non perché non le piacesse insegnare, ma perché "una vocazione la chiamava altrove". Ha concluso il suo anno al Cours Simon classificandosi seconda nel primo anno di gara.
La Carmen di Antonio Gades confermerà il suo colpo di fulmine artistico e la sua decisione di lasciare tutto dall'oggi al domani per trasferirsi in Spagna. Sotto raccomandazione di Gades entra all'Accademia di danza flamenca "Amor de Dios". Studia per sette anni sotto la guida di grandi ballerini di flamenco come El Güito, Manolete, La Tati, Carmen Cortés. Comincia a prendere parte a dei spettacoli a Madrid, Bologna, Parigi e parallelamente anche a numerosi galà e tablaos di flamenco provinciali o internazionali e, nel 1990, sarà la ballerina nel videoclip di "Loko me tiene esa gitana" del gruppo di flamenco-fusion Ketama.

### Carriera da regista
Nel 1998 realizza il suo primo film, il documentario Agujetas, cantaor in cui filma in bianco e nero il celebre cantante di flamenco Agujetas. Lo vediamo cantare accompagnato dalla chitarra di Moraito. Il film riceve diversi premi: il Gran Prix del Festival Internazionale di Praga "Golden Praga 1999", il gran premio video dell'Accademia Charles-Cros del 1999, il Golden Spire al Festival di San Francisco del 2000, la Menzione Speciale della Giuria al Festival "Classiques en Images" del 2000 e il premio per il miglior film musicale a Mediawaves del 2000 in Ungheria.
Il suo secondo film è Aube à Grenade (En Nombre del Padre) di cui esiste una versione più corta chiamata Je serai flamenca. Girato nel 1999, parla della trasmissione familiare dell'arte del flamenco attraverso due "coppie" padre-figlia: da una parte Manuel Santiago Maya, detto Manolete, il grande ballerino di Granada e sua figlia Judea anche lei ballerina, dall'altra il cantante Jaime Heredia, detto El Parron, e sua figlia la cantante Marina.
Nel 2003 ha diretto Poligono Sur, Séville côté Sud (Poligono Sur, el arte de la Tres mil) il più famoso dei suoi film e il più premiato. Questo documentario su una HLM (casa popolare) di Siviglia dove vive una forte popolazione di gitani andalusi sarà, infatti, nominato alla Berlinale dove riceverà la Menzione Speciale della Giuria, così come al Festival TriBeCa e al festival di Buenos Aires.
Il direttore della fotografia dei suoi film è stato, fino alla sua morte nel 2003, Jean-Yves Escoffier.

### Scrittrice
Il suo primo libro Cameleone, pubblicato da Robert Laffont, appare in Francia nel1999 e poco dopo verrà tradotto e pubblicato in Spagna da Planeta. Questo racconto che sviscera il suo percorso nel mondo della moda e il suo lavoro di modella, è il frutto delle sue riflessioni e dei suoi ricordi di quel mestiere.
Dominique Abel ha finito di scrivere il suo secondo libro Prose bitume che è una raccolta di aneddoti, cronache e pensieri.

### Modella e attrice
Dominique Abel ha nutrito la sua carriera da ballerina con il teatro e il lavoro da modella.
Sviluppa una carriera come attrice e modella per libri, mostre, film, videoclip che la porterà in giro per il mondo, in importanti mostre con fotografi come: Javier Vallhonrat (El Espacio Poseìdo, Gina Kehayoff, Munich, 1992), Paolo Roversi, Enki Bilal, Frank Horvat, Jeanloup Sieff, Keiichi Tahara e anche Ferdinando Scianna.
All'esposizione Mondiale "Gitanes" incarnerà la celebre figura del marchio SEITA. Scelta da cinque fotografi tra i cinquanta prestigiosi fotografi selezionati per l'esposizione e il libro.
Come attrice è apparsa in dei film francesi e spagnoli quali "Un cœur qui bat", "Mécaniques célestes", "El joven Picasso" (Il giovane Picasso) dei registi François Dupeyron, Fina Torres e Juan Antonio Bardem in cui interpreta dei ruoli principali o secondari.
Dominique ha presentato il giornale culturale Les Visages sul canale sette, Arte, per sei mesi.

## Filmografia

### Regista
- 1998 : Agujetas, cantaor
- 1999 : Alba a Granada ( In Nome del Padre )
- 2003 : Poligono Sur, Séville côtéSud
- 2012 : Volando vengo, Volando Voy - Cortometraggio

### Sceneggiatrice
- 1990 : La Tombale - cortometraggio
- 1991 : Le Bonheur dans le Crime, lungometraggio - Libero adattamento dell'omonimo racconto di Jules Barbey d'Aurevilly
- 1992 : Salomé Flamenca - lungometraggio - la prima versione riceverà il sostegno del Fondo europeo per la sceneggiatura. Riscritto successivamente con le collaborazioni di Juan Herrera, Santiago Amigorena, Jean François Goyet[11]
- 1990 : Agujetas, cantaor, documentario
- 1999 : Alba a Granada ( In Nome del Padre )
- 2000 : Poligono Sur, Séville côté Sud - collaborazione occasionale con Juan José Ibañez
- 2010 : Me gusta como mujer y persona ( Mi piace come Donna e come Persona )
- 2010 : Étoile Filante
- 2011 : Preciosa y el Aire

### Attrice
- 1987 : La Rusa di Mario Camus
- 1991 : Un cœur qui bat di François Dupeyron - nel ruolo di una giovane cliente
- 1995 : Meccanica Celeste di Fina Torres - nel ruolo di Gaby